# Piper elmeri
Piper elmeri är en pepparväxtart som beskrevs av Elmer Drew Merrill. Piper elmeri ingår i släktet Piper och familjen pepparväxter. Inga underarter finns listade i Catalogue of Life.